# Mercedes-Benz W414
Mercedes-Benz Vaneo är en mini-MPV, tillverkad av den tyska biltillverkaren Mercedes-Benz mellan 2001 och 2005.
Bilen baserades på tekniken från A-klassen.
Versioner:
| Modell        | Årsmodell | Motor                      | Cylindervolym | Effekt | Bränslesystem           |
| ------------- | --------- | -------------------------- | ------------- | ------ | ----------------------- |
| Vaneo         | 2001-2005 | M166: 4-cyl radmotor ohc   | 1598 cm³      | 82 hk  | Bränsleinsprutning      |
| Vaneo 1.6     | 2001-2005 | M166: 4-cyl radmotor ohc   | 1598 cm³      | 102 hk | Bränsleinsprutning      |
| Vaneo CDI     | 2001-2005 | OM688:4-cyl radmotor dohc  | 1689 cm³      | 60 hk  | Common rail turbodiesel |
| Vaneo 1.7 CDI | 2001-2005 | OM688: 4-cyl radmotor dohc | 1689 cm³      | 90 hk  | Common rail turbodiesel |
| Vaneo 1.9     | 2001-2005 | M166: 4-cyl radmotor ohc   | 1897 cm³      | 125 hk | Bränsleinsprutning      |